# أنانسي (أسطورة)
أنانسي (بالإنجليزية: Anansi) في الأساطير الأفريقية هو بطل ثقافي مخادع عند الأشانتي، ويسمى أيضا «العنكبوت». وهو وسيط والدة نامي Nyame عندما يأمر أنانسي بأن يجلب المطر لإخماد حرائق الغابات ويحدد تخوم المحيطات والأنهار أثناء الطوفان. فيما بعد حلت الحرباء محله. أمه اسمها أساسي يا Asase Ya. أحيانا كان أنانسي يعتبر خالق الشمس والقمر والنجوم، وكذلك أحد الذين أسسوا تعاقب النهار والليل. ويعتقد أنه خلق الإنسان الأول، الذي يعتقد أن نيامي نفخ فيه روح الحياة.
وهو مخادع نموذجي، وماهر وخبيث ولكنه علم البشرية كيف تبذر الحبوب وكيف تستخدم المجرفة في الحقول. وقد نصب نفسه كأول ملك للكائنات البشرية، كما أزمع على الزواج من ابنة نيامي. وقد اندحر فقط في مواجمته فتاة الشمع، التي التصق بها سريعا، ورفسها بساقيه عندما رفضت أن تكلمه. وعندها اندفع الناس وضربوا المخادع أنانسي. يعتبر أنانسي واحدا من أهم الشخصيات الشعبية في ميثولوجيا أفريقيا الجنوبية.

## الأسطورة
أنانسی Anansi المخادع المحتال الذي يستطيع أن يتحول إلى عنکبوت في الميثولوجيا الإفريقية، وهو يعرف أيضا بأسماء أخرى مثل: جیزو Gizo كراكو Kwaku ونانسی، والآنسة نانسی. ويظهر الأنانسي في القصص الشعبي في غرب إفريقيا، كما أنه معروف أيضا في جزر الهند الغربية. وتروى إحدى الروايات أنه كان يتباهي بأنه على قدر ذکاء الإله نفسه، فلما سمع الإله بذلك غضب، وأرسل في طلبه. وعندما حضر طلب منه أن يحضر له شيئا ما، دون أن يخبره ما هو هذا الشيء، واحتار الأنانسي في هذا الطلب الغريب.
وأخيرا جمع الطيور، وأخذ من كل منها بعضا من ریشه، وتشكل في هيئة طائر عجیب وقف على شجرة أمام بيت الإله. فعندما خرج الأخير من بيته ورأى الطائر أخذته الدهشة من منظره، فجمع الناس ليسألهم من هذا الطائر ومن أي نوع؟!
لكنهم جميعا احتاروا في أمره، وقالوا: لن يعرفه سرى الأنانسي.
لكن الإله قال: لا لقد أرسلته ليحضر لي شيئا ما، ولن يعود لأنه لا يعرف ما هو هذا الشيء، فلما سأله الناس عنه قال «إنه»: الشمس أو القمر والظلام. فلما سمع الأنانسي ذلك أخذ حقيبة وذهب إلى بيثون Python الوحي الذي كان يعرف مكان هذه الأشياء، وأحضرها إلى الإله ووضع الظلام أمامه فلم ير الناس شيئا، ثم أخرج القمر من حقيبته فرأى الناس قليلا، وأخيرا أخرج الشمس التي كانت باهرة الضوء حتى أنها أصابت بعض الناس بالعمى. وهكذا دخل العمی إلى العالم، لكن بعض الناس كانت عيونهم مغلقة فلم تصبهم الشمس بأي أذى.